# سقانفار ماچک پشت
سقانفار ماچک پشت ساری مربوط به دوره قاجار است و در بخش مرکزی شهرستان ساری در استان مازندران ایران، روستای ماچک پشت واقع شده و این اثر در تاریخ ۱۶ شهریور ۱۳۹۱ با شمارهٔ ثبت ۳۰۹۶۶ به‌عنوان یکی از آثار ملی ایران به ثبت رسیده‌است. این اثر تاریخی ۱۳کیلومتر با مرکز شهر فاصله دارد.